# المسيحية في أوزبكستان

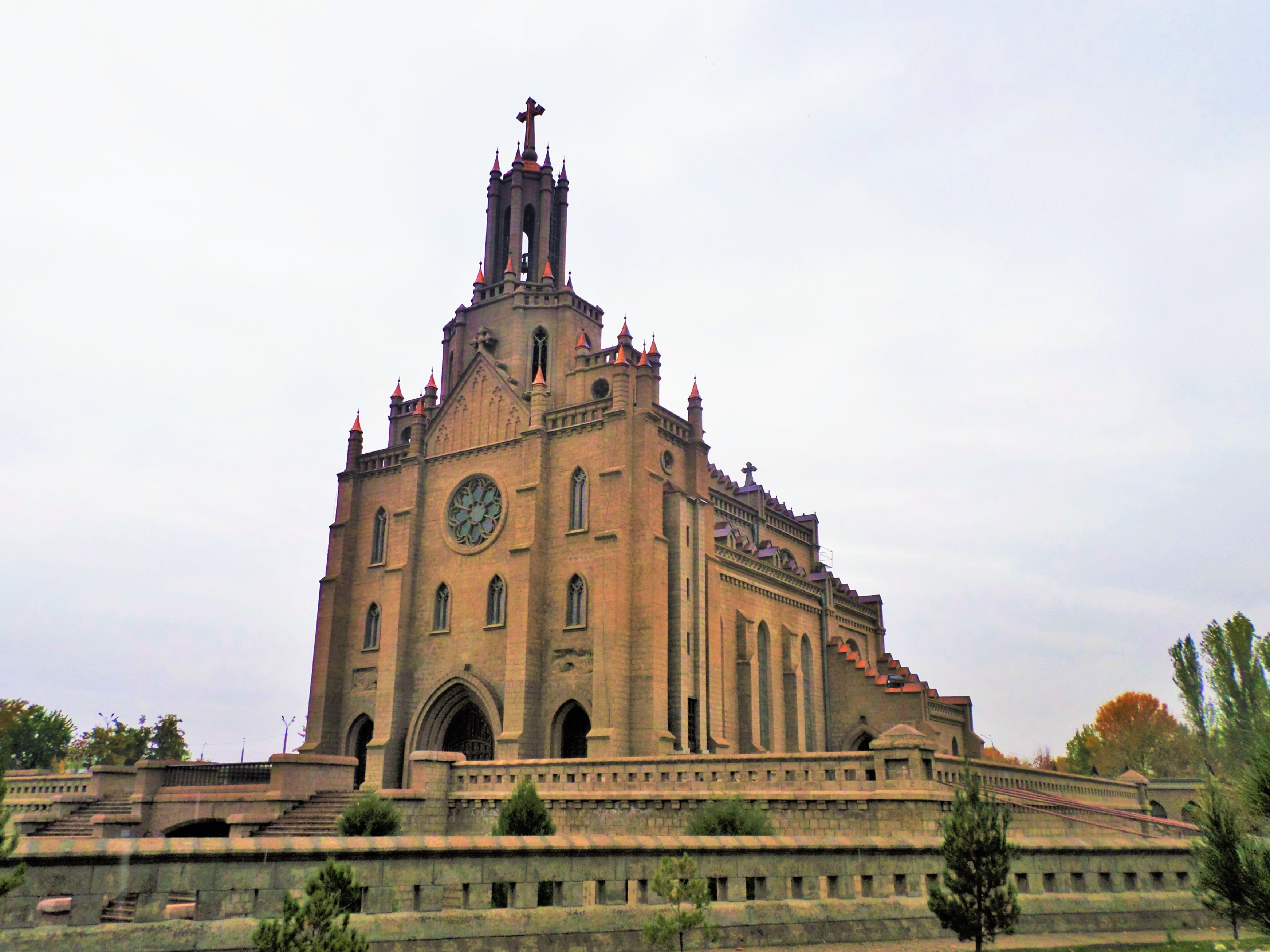
كاتدرائية القلب الأقدس الكاثوليكية في العاصمة طشقند.

تُشكّل المسيحية في أوزبكستان ثاني أكثر الديانات انتشاراً بين السكان بعد الإسلام، وتُمثل حوالي 2.3% من السكان أي حوالي 630,000 نسمة. وفقًا لبيان وزارة الخارجية للولايات المتحدة، الغالبية من مسيحيين أوزبكستان هم من أتباع الكنيسة الروسية الأرثوذكسية، معظمهم من أصول روسيَّة. وهناك حوالي 4,000 شخص يتبع الكنيسة الرومانية الكاثوليكية في أوزبكستان. وتقدر أعداد المسيحيين الأرمن من أتباع الكنيسة الرسولية الأرمنية بحوالي 70,000 نسمة. تمارس الحكومة ضغوطات واضطهاد على المسيحيين. وبشكل خاص على المتحولين للديانة المسيحيّة ذوي الخلفية المسلمة وهم بأغلبهم تحولوا للمسيحية البروتستانتية؛ يُذكر أنّ أعداد إثنيّة الأوزبك المتحولين من الإسلام إلى المسيحية تصل إلى حوالي 10,000 نسمة.
تعود جذور المسيحيَّة في البلاد إلى القرن السادس قبل ظهور الإسلام، حيث ضمت البلاد مجتمعات مسيحية شرقية لا بأس بها، بما في ذلك النساطرة والسريان الأرثوذكس وكان أتباع كنيسة المشرق من المتعلمين الذين اتقنوا السريانية، وكانت مدينة سمرقند مركز هام لأتباع كنيسة المشرق لقرون. وبدأت كنيسة المشرق بالوهن في البلاد بعد القرن الثالث عشر تحت ضغط الصراعات بين المنغول والصليبيين والمسلمين وأدت سلسلة اضطهادات شنها قادة الترك والمنغول الداخلين حديثا إلى الإسلام إلى انهيار المجتمعات المسيحية في آسيا الوسطى. أعيد إحياء المسيحية في البلاد خلال القرن التاسع عشر وذلك بعد الغزو الروسي في عام 1867، عندما تم بناء الكنائس الأرثوذكسية الروسية المختلفة في المدن الكبيرة.

## تاريخ

### أواخر العهد الساساني

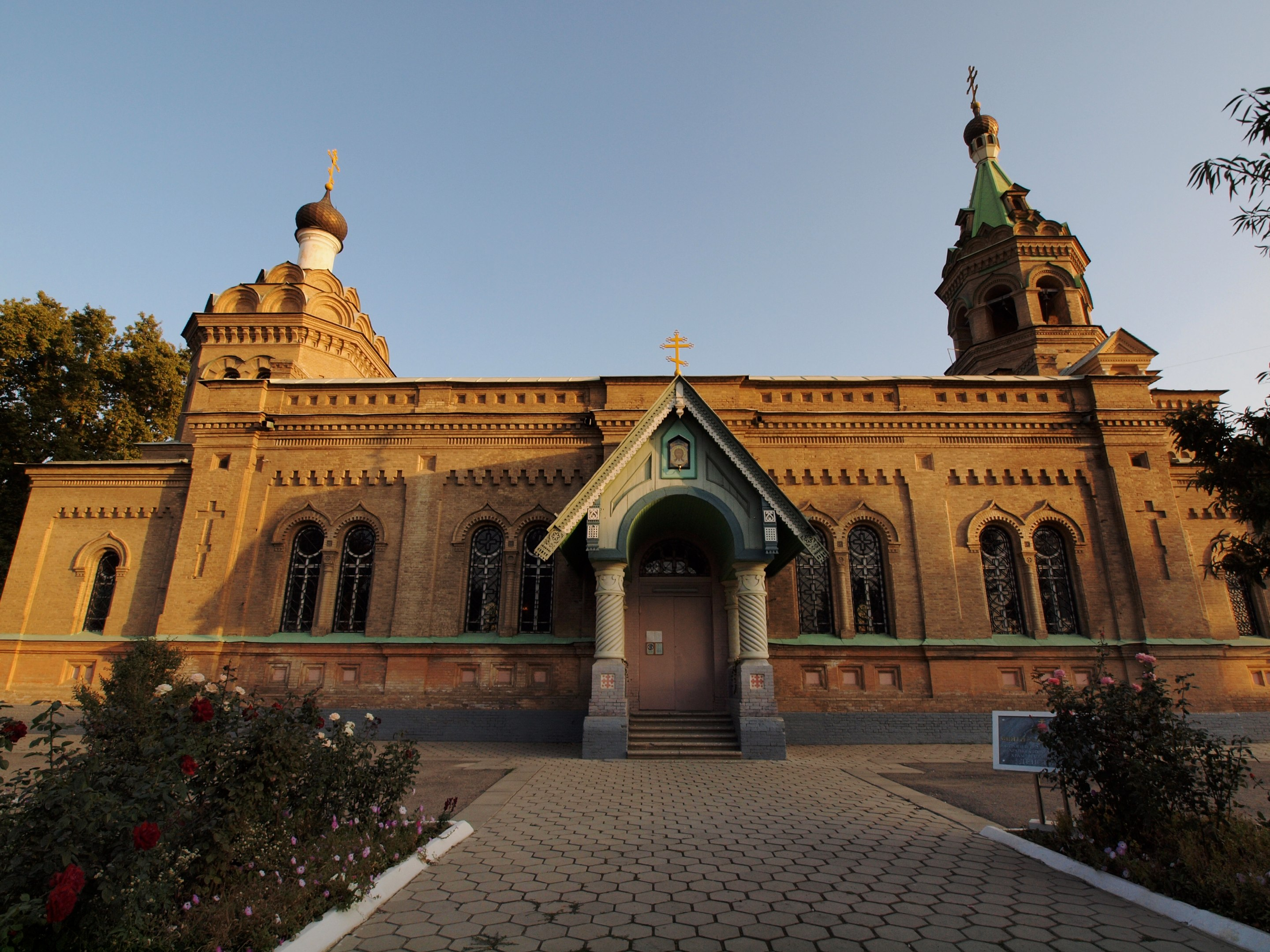
كنيسة القديس ألكس في مدينة سمرقند.

قبل ظهور الإسلام، كانت بخارى معقلًا لأتباع حركتين دينيتين مضطهدتين داخل الإمبراطورية الساسانية: المانوية والمسيحية النسطورية. وكان في أراضي ما يعرف اليوم بأوزبكستان مجتمعات مسيحية شرقية لا بأس بها، بما في ذلك النساطرة والسريان الأرثوذكس وكان أتباع كنيسة المشرق من المتعلمين الذين اتقنوا السريانية. وقد نزحوا إليها هربًا من بلاد الروم نتيجةً لِمُطاردة الإمبراطوريَّة البيزنطيَّة لِلنساطرة المُنشقين على الكنيسة، فانطلق أولئك المُضطهدون يلتمسون مجالًا لِنشاطهم في الشرق الأقصى، فمهَّدت كراهيَّتهم لِلروم البيزنطيين لِكسب عطف الفُرس الساسانيين عليهم، وقد اتَّخذت المسيحيَّة مركزًا في سمرقند حيثُ أنشأت لها أُسقُفيَّة فيما بين سنتيّ 411 و415م. وتذكر سيرة حياة مار أبا وجود أسقف مقيم في تركستان منذ سنة 549، كما انتشرت منذ ذلك الحين العديد من النقوش السريانية وخاصة في بلاد ما وراء النهر في طلاس بكازخستان حاليًا وبنجكنت بطاجيكستان. ويبدو من الأخطاء اللغوية في بعض تلك الكتابات أن كاتبها كان على الأغلب من المتحدثين بالصوغدية.
وشهدت أواخر الحرب البيزنطية الساسانية هزائم متتالية للفرس، كما اغتيل خسرو سنة 628 ما أتاح الفرصة لتنصيب بطريرك جديد على رأس كنيسة المشرق، فوقع الاختيار بداية على باباي غير أنه اعتذر عن تسلم المنصب وتوفي بنفس العام. انتخب بعد ذلك أسقف بلد يشوعيهب الثاني (622-645) وخلال عهده فتحت العديد من المدارس اللاهوتية في محاولة لمواجهة توسع الميافيزيين. وبالمقابل، تمكن السريان الأرثوذكس بقيادة ماروثا التكريتي الذي عاصر يشوعيهب الثاني من ترسيخ وجودهم، وحاز ماروثا نتيجة لنشاطاته على لقب مفريان أنطاكيا. أرسلت الملكة بوراندخت يشوعيهب لرئاسة بعتها دبلوماسية لعقد الصلح مع الإمبراطور البيزنطي هرقل. كما شهدت هذه الفترة توسع الكنيسة بشكل ملحوظ وقام يشوعيهب بنصب أساقفة على حلوان وهرات وسمرقند وشيان ولويانغ والهند.
تم اكتشاف العديد من العملات المعدنية في بخارى وحولها برموز مسيحية مثل الصلبان، يعود تاريخها إلى أواخر القرن السابع أو أوائل القرن الثامن. اقترح الباحثين أنه نظرًا للكمية الكبيرة من العملات المعدنية، فقد تكون المسيحية هي الدين الرسمي للطبقة الحاكمة. تم العثور على عملات معدنية مع الصلبان حول بخارى أكثر من أي مكان آخر في آسيا الوسطى.

### العهد الإسلامي الوسيط

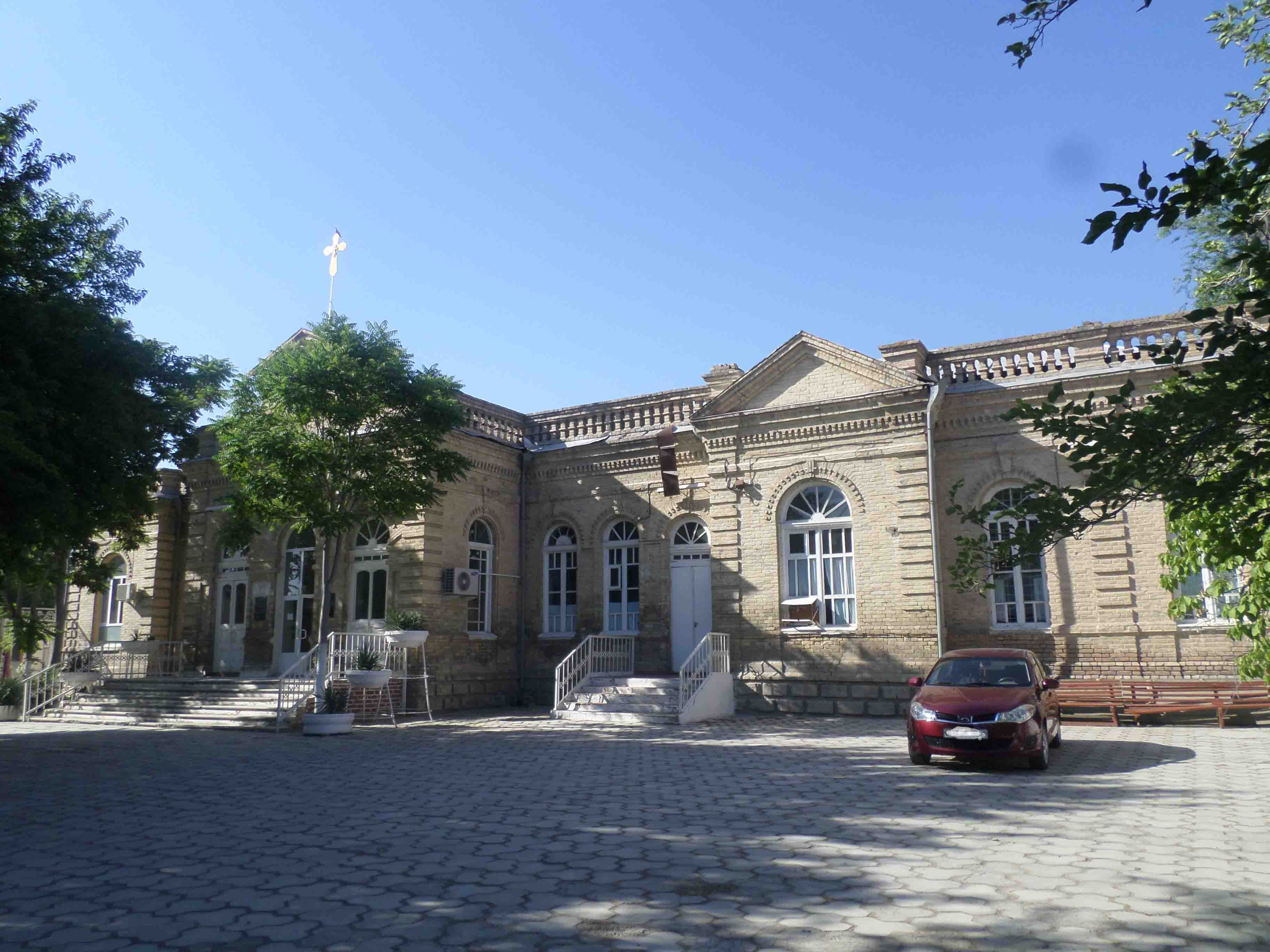
كنيسة الملاك ميخائيل في مدينة بخارى.

عمل البطريرك النسطوري طيموثاوس الأول على تهيئة المرسلين إلى آسيا وذلك بتدريسهم كل من الفلسفة واللاهوت بالإضافة إلى ثقافات ولغات الشعوب الأخرى. كما دعى عدة كنائس أخرى لمشاركة نشاطه ويظهر ذلك في رسالته إلى دير مارون يخبرهم فيها بحاجته إلى مبشرين بين الترك بعد موافقة ملكهم على نشاطهم. حققت سياسته نجاحا كبيرًا ويظهر ذلك من خلال قيامه بتأسيس عدة مطرانيات وأبرشيات في الهند والتيبت والصين واليمن وحول بحر قزوين. قام البطريرك صليبا بطريرك كنيسة المشرق (714-728) بتنظيم الوجود المسيحي في وسط وشرق آسيا بأن أسس مطرانيات في هرات وسمرقند والصين. وقام بعض الرهبان النساطرة بالسفر إلى أواسط آسيا والصين لنشر المسيحية فيها بسبب القيود التي فرضت على نشر المسيحية بين المسلمين في المشرق، فازدهرت كنيسة المشرق في تلك البقاع واعتنقت أعداد كبيرة من الفرس والترك والمغول الديانة المسيحية، وأصبحت كنيسة المشرق إحدى أكثر الفروع المسيحية انتشارًا، ووصلت أوج قوتها بين القرنين السادس والرابع عشر حيث كانت حينئذ أكبر كنيسة انتشاراً جغرافياً ممتدة من مصر إلى البحر الأصفر. أما بحلول القرن التاسع وصلت المسيحية إلى جنوب بحيرة بالخاش بين الصين وكازخستان. ساعدت الاضطهادات التي واجهتها كنيسة المشرق في العراق بالقرن الحادي عشر على توسعها التدريجي شرقًا، ويلاحظ أنه بجانب السريان المشارقة كان هناك تواجد أقل لكل من السريان المغاربة ومجموعات يهودية وزرادشتية في آسيا الوسطى.
ازدادت العناصر التركية في أسيا الوسطى على حساب الصوغديين على أثر هجرة الويغور غربا ابتداءً من القرن التاسع. كما انتشرت المسيحية بشكل سريع بين هذه الأقوام التركية فضمت مملكة غاوتشونغ (قارا خوجا) بشرق الصين عددًا لا بأس به من المسيحيين الذين تركوا مؤلفات جلها مكتوب بالتركية العتيقة والصوغدية. بحسب ابن العبري اعتنق القيرايتيين المنغوليين المسيحية بعد أن أنقذت رؤية القديس سركيس حياة أحد زعمائهم، حيث دعا هذا مطران مرو إلى إرسال كهنة لتعميد شعبه حوالي عام 1012. كما وافق البطريرك يوحنا السادس على تعديل الطقوس الدينية بين المنغول بحيث تتماشى مع تقاليدهم، فتم استبدال الخمر بحليب الفرس. شهد القرن الحادي عشر تحول قبائل منغولية أخرى إلى المسيحية كالنيمانيين والقيتان الذين انتقلوا غربًا وأسسوا إمارة القرا خيتاي التي أصبحت المسيحية إحدى دياناتها الرسمية.

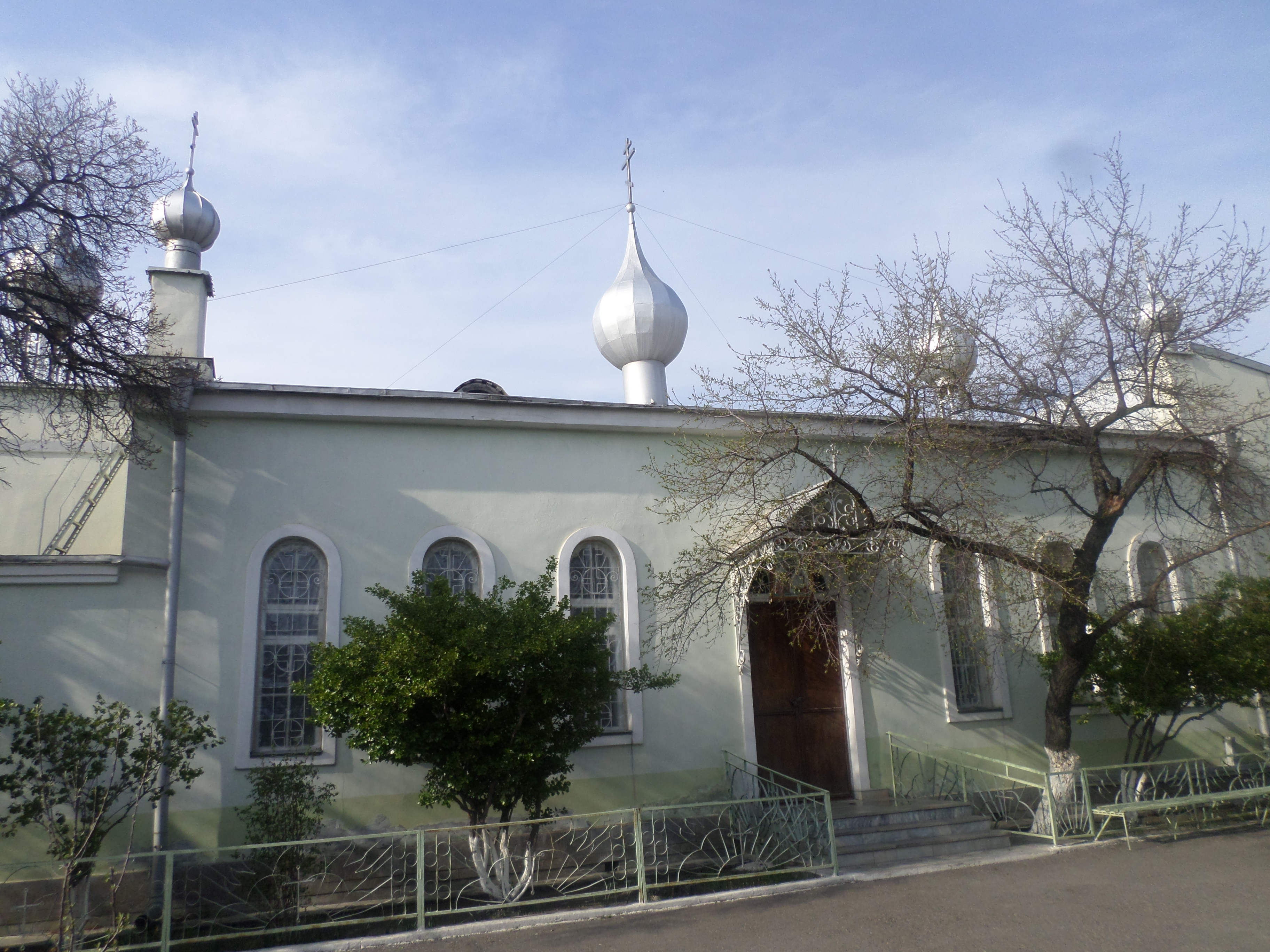
كنيسة سيدة قازان في قوقند.

اعتنق بعض المنغوليين المسيحية، لعل أبرزهم قبائل الأونغوت التي استوطنت المنطقة الواقعة شمال النهر الأصفر. وبسبب تحالفهم مع جنكيز خان خلال معاركه مع النيمانيين (الذين اعتنقوا المسيحية كذلك) تمكنوا من الوصول لمراكز قيادية مرموقة وتأسيس مملكة في منغوليا الداخلية. ورسخ أحد ملوكهم هذا التحالف بأن تزوج بإحدى حفيدات قوبلاي خان. لم تكن هذه التحالفات ضمانة للمسيحيين في آسيا الوسطى، فحين اجتاح المغول الدولة الخوارزمية سنة 1220 قاموا بقتل جل مسيحيي المدن الكبرى كسمرقند وبخارى ومرو بدون تمييز. وهو الأمر الذي جعل الأوربيون يترددون في الدخول في حلف معهم. على أن المنغول عرفوا فيما بعد بسياسة التسامح مع جميع الديانات بمجرد أن ثبتوا سلطتهم في آسيا الوسطى وفارس. استمرت كنيسة المشرق بالإتساع في آسيا بنهاية القرن الثالث عشر في ظل يهبلاها الثالث أول بطريرك من آسيا الوسطى. غير أن الإيلخانيين انقلبوا على المسيحيين في عهد محمد أولجايتو. وتذكر مخطوطة أن عهد محمد أولجايتو شهد إقرار قانون يخير المسيحيين بين الإسلام أو دفع الخراج والجزية ونتف لحاهم وشمر وجوههم، وحين رضى المسيحيين بشروطه، أمر بخصيهم وسمل إحدى عيناهم. وأدى الاضطهاد الشديد على المسيحية في العراق وبلاد فارس إلى انهيارها في آسيا الوسطى. وعمل تيمورلنك في حملاته إلى استهداف المسيحيين منهيًا بذلك وجود كنيسة المشرق بشكل نهائي في آسيا الوسطى.
بدأ تيمور حكمه في سمرقند غير أنه ما فتيء أن بدأ يوسع سلطته لتشمل السلالات التركية في بلاد فارس والعراق وأرمينيا بحلول عام 1395. وعرف بقيامه ببناء أهرامات بشرية من جماجم قتلى المذابح التي قام بها خلال حملاته تلك. أدت تلك الحملات إلى استهداف غير المسلمين بشكل خاص، وهو الأمر الذي سرع في تحول الناجين إلى الإسلام. بينما فر من تبقى إلى جبال العراق وكردستان، وحتى في تلك المناطق غالبًا ما تعقبتهم قوات تيمور حيث اختبأوا في الكهوف وأضرمت النار فيها ما أدى إلى قتلهم خنقًا. وبحلول القرن الرابع عشر كانت التجارة طريق الحرير تقريبًا في أيدي المسلمين. وعلاوة على ذلك، فإن روي غونزاليس دي كلافيجو السفير الأسباني في بلاط تيمور، ذكر وجود المسيحيين النساطرة، والمسيحيين اليعاقبة، والمسيحيين الأرمن والمسيحيين اليونانيين في سمرقند في عام 1404. ومع ذلك، أدى الاضطهاد اللاحق خلال حكم حفيد تيمور أولوك بيج في عام 1409 حتى عام 1449 إلى محو بقايا هذه المجتمعات.

### العصور الحديثة

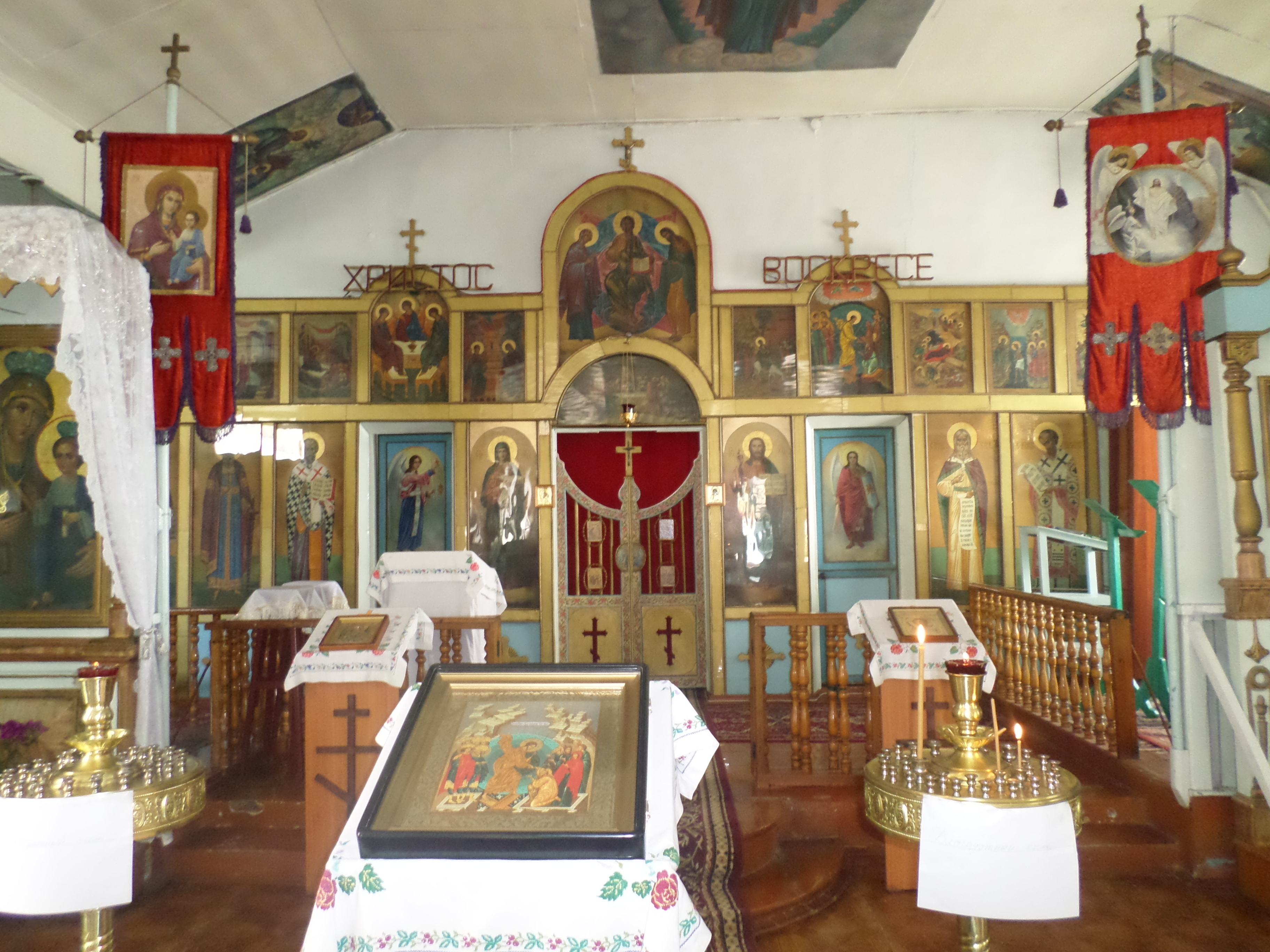
كنيسة جميع القديسين في مدينة أنديجان.

لعب إمارة بخارى دورًا في اللعبة الكبرى بين الإمبراطوريتين الروسية والبريطانية. نجا المبشر المسيحي من أصول يهودية جوزيف وولف، من القتل والإعدام عندما جاء إمارة بخارى في عام 1845. وفي القرن التاسع عشر، بدأت الإمبراطورية الروسية بالتوسع وتنتشر في آسيا الوسطى، وفي عام 1873 سيطرة الإمبراطورية الروسية على إمارة بخارى، وعادت المسيحية إلى المنطقة بعد الغزو الروسي، وتم بناء الكنائس الأرثوذكسية الروسية المختلفة في المدن الكبيرة، لخدمة المستوطنين الروس والأوروبيين والضباط الأجانب. تحت الحكم الروسي استقر المسيحيون من الروس والألمان والكوريون والأرمن والبولنديون في المنطقة خصوصاً في كل من بخارى وسمرقند، وأنشأت الكنائس الأرثوذكسية والكاثوليكية والأرمنية واللوثرية والمينوناتية والمعمدانية فروعًا في البلاد. في عام 1912 كان هناك 210,306 روسي يعيش في أوزبكستان خلال عام 1914 فرّ الالآف من الأرمن هربًا من الإبادة الجماعية الأرمنية من خلال أذربيجان إلى أوزبكستان للاحتماء في الإمبراطورية الروسية، وتشكلت لاحقًا مجتمعات أرمنيَّة مسيحيَّة في كل من سمرقند وطشقند وأنديجان وفيرغانا والعديد من المدن الأخرى. بعد تشكيل الاتحاد السوفييتي، أصبح الأرمن مساهمين بشكل كبير في اقتصاد أوزبكستان. كما فرّ إلى البلاد العديد الالآف من اليونانيين البنطيين هرباً من الإبادة الجماعية اليونانية في تركيا.
على امتداد تاريخ الاتحاد السوفيتي أي بين الأعوام (1922-1991)، قمعت السلطات السوفياتية واضطهدت مختلف الأديان وأشكال المسيحية بدرجات مختلفة تبعًا لحقبة محددة. إن السياسة السوفياتية المعتمدة على الأيديولوجية الماركسية اللينينية، جعلت الإلحاد المذهب الرسمي للإتحاد السوفيتي، وقد دعت الماركسية اللينينية باستمرار السيطرة والقمع، والقضاء على المعتقدات الدينية.
وكانت الدولة ملتزمة بهدم الدين، ودمرت الكنائس والمساجد والمعابد، سَخِرت من القيادات الدينينة وعرضتهم للمضايقات ونفذت بهم أحكام الإعدام، وأغرقت المدارس ووسائل الإعلام بتعاليم الإلحاد، وبشكل عام روجت للإلحاد على أنه الحقيقة التي يجب على المجتمع تقبلها. العدد الإجمالي لضحايا سياسات دولة السوفييت الإلحادية من المسيحيين تم تقديره بما يتراوح بين 12-20 مليون.

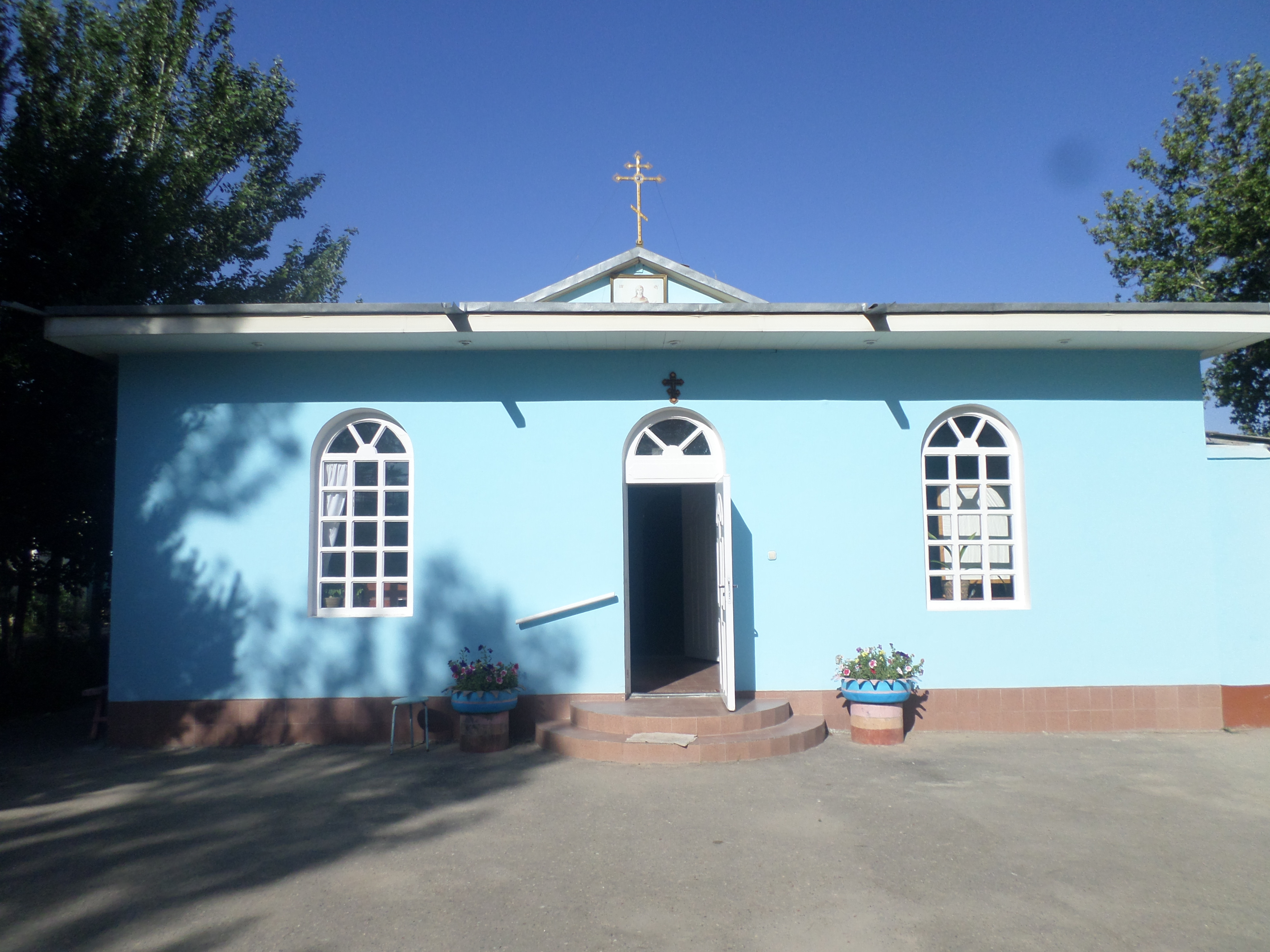
كنيسة أرثوذكسية في مدينة قرشي.

بعد سقوط الاتحاد السوفياتي واستقلال أوزبكستان؛ تم إلغاء التشريع المناهض للأديان ونص الدستور على ضمان حرية الدين، والفصل بين الكنيسة والدولة، والحقوق الفردية لخصوصية العقيدة والدين؛ لكن لا يمكن تسجيل أبرشيات جديدة. في عام 2006 تم سن قانون جديد، والذي يمكن أن يُعاقب من يطبع الكتب الدينية لمدة ثلاث سنوات. تمارس الحكومة ضغوطات واضطهاد على المسيحيين. وبشكل خاص على المتحولين للديانة المسيحيّة ذوي الخلفية المسلمة وهم بأغلبهم تحولوا للمسيحية البروتستانتية؛ يذكر أنّ أعداد إثنيّة الأوزبك المتحولين من الإسلام إلى المسيحية تصل إلى حوالي 10,000 نسمة. اُعتبرت أوزبكستان في قائمة الدول التي تثير قلقًا خاصًا من قِبل وزارة الخارجية الأمريكية. وبحسب تقرير لمؤسسة أبواب مفتوحة في عام 2018 يصل أعداد المتحولين إلى المسيحية في البلاد إلى حوالي 30,000 أي حوالي 0.1% من السكان الأوزبك، وتشير إلى نمو الكنيسة الأصلية لا يزال مستمراً. وبحسب التقرير معظم مسيحيي البلاد هم من ذوي الأصول الروسية ومن أتباع الكنيسة الروسية الأرثوذكسية، وبحسب التقرير منذ عام 1980 تلعب هجرة السكان ذوي الأصول الروسية واسعة النطاق إلى خارج البلاد دوراً في معدل النمو الإجمالي السلبي للمسيحية في أوزبكستان. وفقًا للإحصاء الوطني لعام 2009، فإن 1,794 أوزبكيًا في كازاخستان من أتباع الديانة المسيحية. يوجد في روسيا بعض العمال الأوزبك منذ فترة طويلة والذين تحولوا إلى الأرثوذكسية الشرقية من خلال المبشرين.

## الطوائف المسيحية

### الأرثوذكسية

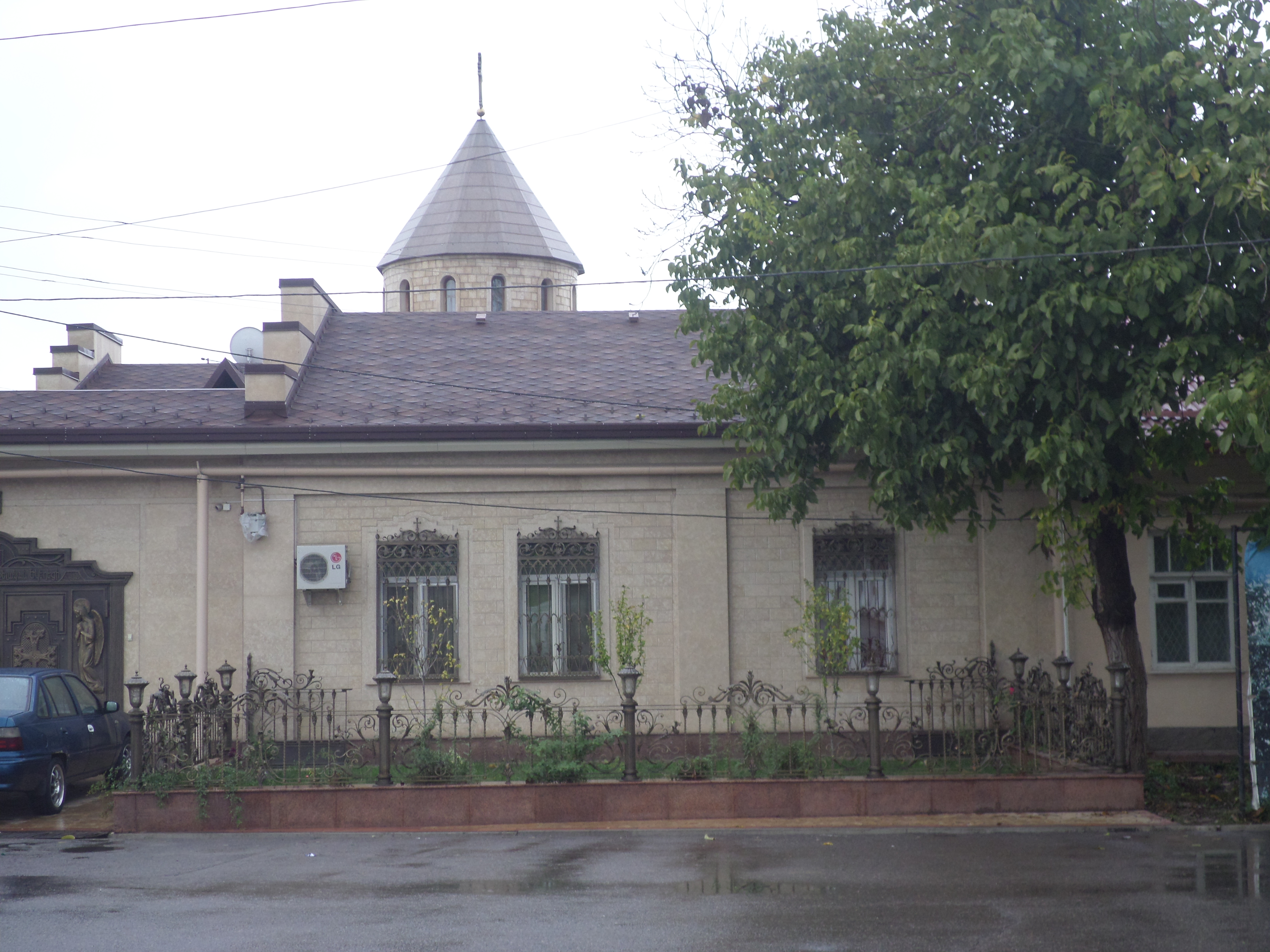
كنيسة القديس فيليب الأرمنية في مدينة طقشند.

الكنيسة الروسية الأرثوذكسية هي المذهب الرئيسي بين مسيحيي أوزبكستان، وفقاً لمركز بيو للأبحاث عام 2010 يُشكل أتباع الكنيسة الأرثوذكسية حوالي 1.5% من السكان أي 420,000 شخص، والأغلبيَّة الساحقة من أعضاء هذه الكنيسة هم من الناطقين بالروسية ويعود وجودهم إلى استيطان الروس والأوكرانيين خلال حقبة الإمبراطورية الروسية، ويتبع أرثوذكس في أوزبكستان لأبرشيَّة طشقند وآسيا الوسطى، وهي أبرشية يرأسها رئيس أساقفة. وقد أنشئت الأبرشية في عام 1871 وتمتد حدودها الإداريَّة إلى كل من طاجيكستان وتركمانستان وقيرغيزستان. تملك الطائفة كاتدرائيات في طشقند وسمرقند. كما يوجد في أوزبكستان ثلاثة عشر كنيسة روسيَّة أورثوذكسيَّة ثلاثة منها في عشق آباد. تتمتع الكنيسة الروسية الأرثوذكسية بمكانة أفضل مع الحكومة بالمقارنة مع الجماعات الدينية الأخرى.
وتقدر أعداد المسيحيين الأرمن من أتباع الكنيسة الرسولية الأرمنية بحوالي 70,000 نسمة، ويعود الوجود الأرمني إلى عام 1914 عندما فرّ الالآف الأرمن هربًا من الإبادة الجماعية الأرمنية من خلال أذربيجان إلى أوزبكستان للاحتماء في الإمبراطورية الروسية، وتشكلت لاحقًا مجتمعات أرمنيَّة مسيحيَّة في كل من سمرقند وطشقند وأنديجان وفرغانة والعديد من المدن الأخرى. بعد تشكيل الاتحاد السوفييتي، أصبح الأرمن مساهمين بشكل كبير في اقتصاد أوزبكستان. وتعترف الحكومة رسميًا في الكنيسة الرسولية الأرمنية.

### البروتستانتية

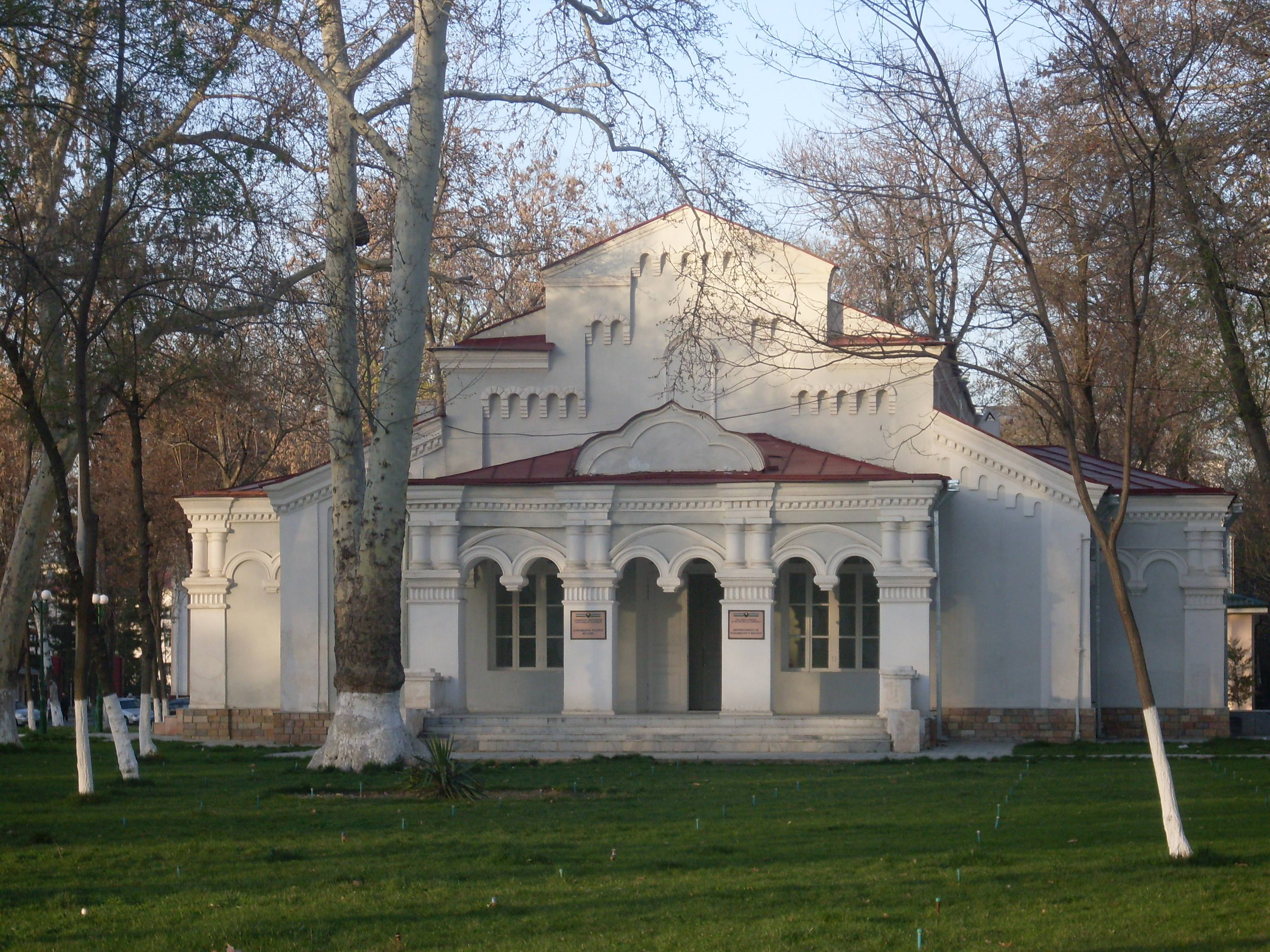
كنيسة القديس جرجس في مدينة سمرقند.

تملك الكنيسة اللوثريَّة الپروتستانتيَّة عدد من الكنائس في البلاد، أغلب أتباع الكنيسة اللوثريَّة الپروتستانتيَّة هم من أصول عرقيَّة ألمانيَّة. ويعود وجود اللوثريين في البلاد خلال حقبة الإمبراطورية الروسيَّة في القرن التاسع عشر، والذي تلاه قدوم العديد من التجار البروتستانت اللوثريين للبلاد. بدأ في الآونة الأخيرة نمو ملحوظ في أعداد ونسب المذهب الإنجيلي وقد أشارت بعض التقارير إلى ظاهرة نمو المسيحية في البلاد، وفقًا لدراسة المؤمنون في المسيح من خلفية مسلمة: إحصاء عالمي وهي دراسة أجريت من قبل جامعة سانت ماري الأمريكيّة في تكساس سنة 2015 وجدت أن عدد المسلمين الأوزبك المتحولين للديانة المسيحية يبلغ حوالي 10,000 شخص. وتعتنق أعداد من الأوزبك المسيحية أيضاً في الشتات، وفقًا للتعداد الوطني في كازاخستان عام 2009، فإن 1,794 أوزبكي في كازاخستان هم من المسيحيين. في روسيا، هناك بعض العمال الأوزبك والذين يتحولون إلى الأرثوذكسية الشرقية لفترة طويلة من خلال المبشرين.

### الكاثوليكية
الكنيسة الكاثوليكية الأوزبكستانيَّة هي جزء من الكنيسة الكاثوليكية العالمية في ظل القيادة الروحية للبابا في روما، ويعيش في البلاد حوالي 4,000 روماني كاثوليكي. ويتبع كاثوليك البلاد الإدارة الرسولية لأوزبكستان، وتضم البلاد حاليًا خمسة رعايا. هناك لحضور في البلاد لعدد من المنظمات الكاثوليكيَّة منها على سبيل المثال رهبان الفرنسيسكان وجمعية الأخوة المحبة الأم تريزا الخيريَّة والتي تقوم بأنشطة مثل رعاية الفقراء والسجناء والمرضى. وهناك أيضًا محاولات لإدخال مجموعة كاريتاس الخيرية الكاثوليكية، لكنها لم تنجح حتى الآن. يحظر القانون عمل المبشرين وغيرها من الجهود لتحويل الناس إلى المذهب الكاثوليكي. العلاقات بين الطائفة الإسلامية والكاثوليكيَّة في البلاد إيجابية، ولا توجد علاقات رسمية بين الكاثوليك والكنائس الأرثوذكسية الشرقية في أوزبكستان، ولكن على الصعيد المحلي يجري كهنة الطائفتين حوارًا. العلاقات بين المسيحيين الأرمن واللوثريين والمجتمعات الكاثوليكية المحليَّة هي إيجابية.

## المجتمع

### الديموغرافيا والانتشار

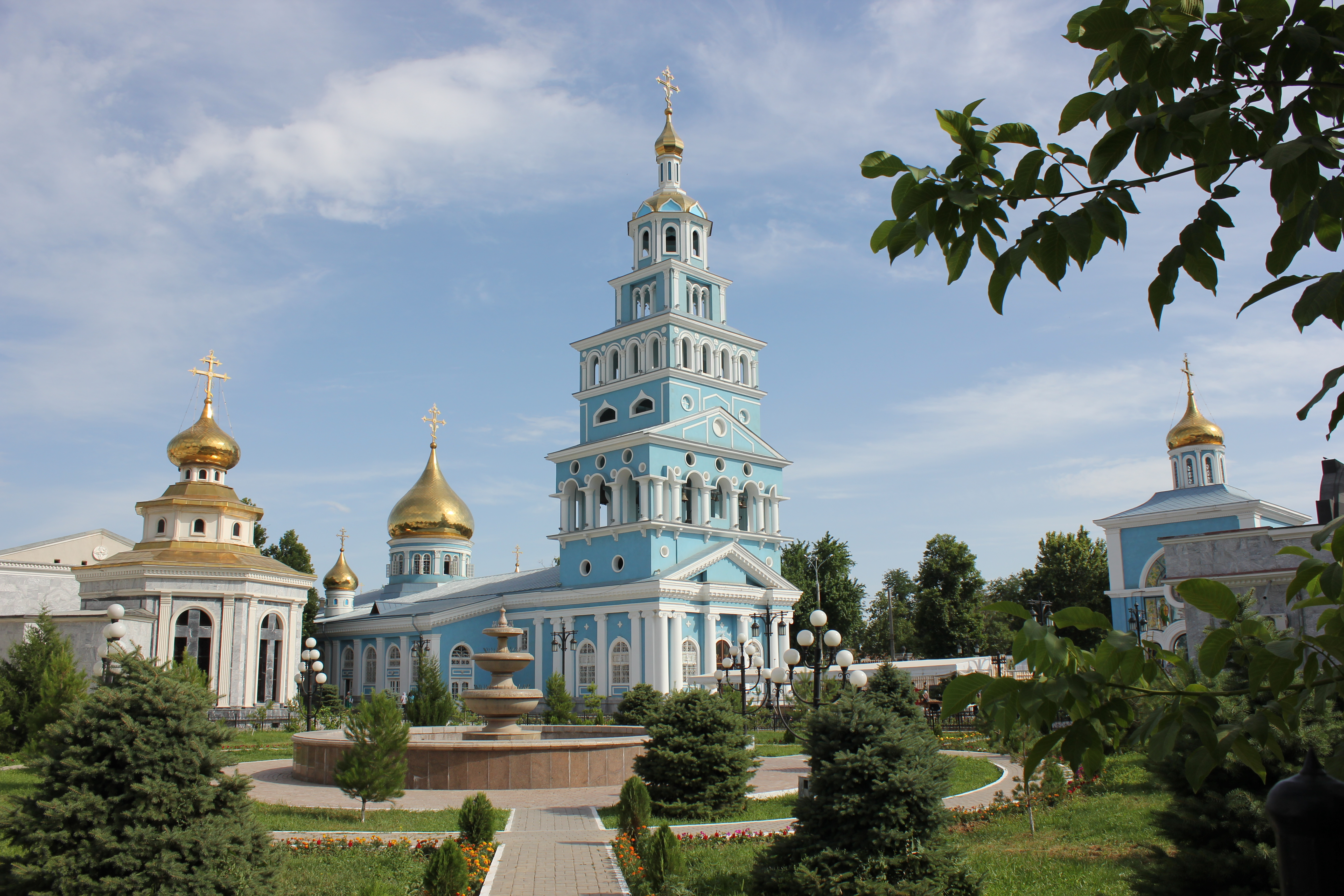
كنيسة انتقال العذراء في طقشند.

تُشكّل المسيحيَّة ثاني أكثر الديانات انتشاراً بين السكان بعد الإسلام، وتُمثل حوالي 2.3% من السكان أي حوالي 630,000 نسمة. الكنيسة الروسية الأرثوذكسية هي المذهب الرئيسي بين مسيحيي أوزبكستان، وفقاً لمركز بيو للأبحاث عام 2010 يُشكل أتباع الكنيسة الأرثوذكسية حوالي 1.5% من السكان أي 420,000 شخص، أما رعية هذه الكنيسة فمعظمهم من الناطقين بالروسيَّة ويعود وجودهم إلى استيطان الروس والأوكرانيين خلال حقبة الإمبراطورية الروسية، يتركز الروس الأرثوذكس في البلاد في مدينة طشقند وسمرقند وبخارى ومدن رئيسية أخرى. تضم البلاد على أقليات عرقية أرثوذكسية أخرى أبرزها الأرمن أتباع الكنيسة الرسولية الأرمنية تُقدر بحوالي 70,000 نسمة، بعد تشكيل الاتحاد السوفيتي، أصبح الأرمن مساهمين رئيسيين في الاقتصاد والزراعة الأوزبكستاني، حيث شغل العديد منهم مناصب عليا في الحكومة والعمالة الماهرة. تضم البلاد على أقلية يونانية أرثوذكسية تقدر بحوالي 9,000 نسمة. وتضم البلاد على أقلية لوثرية ألمانية وأقلية أوزبكية إنجيلية. معظم الكاثوليك في البلاد من أصول بولندية وألمانية وأوكرانية. الكوريو-سارام هم شعوب آسيوية يعيشيون في بلدان آسيا الوسطى التي كانت تخضع للاتحاد السوفيتي السابق، وهم خليط من العرق الكوري، تقدر أعدادهم بحوالي 177,000 نسمة في أوزبكستان، ويتبع معظمهم المذهب المسيحي الأرثوذكسي إلى جانب أقلية رومانية كاثوليكية وبروتستانتية. تقدر دراسة أجريت عام 2015 أن حوالي 10,000 أوزبكي مُسلم تحولوا إلى المسيحية، معظمهم اعتنق المذهب البروتستانتي الإنجيلي. وفقًا للإحصاء الوطني لعام 2009، فإن 1,794 أوزبكيًا في كازاخستان مسيحيون. يوجد في روسيا بعض العمال الأوزبك لفترة طويلة الذين تحولوا إلى الأرثوذكسية الشرقية من خلال المبشرين.
خلال الحقبة السوفيتية شكل الروس الأرثوذكس حوالي نصف سكان مدينة طشقند، بعد تفكك الاتحاد السوفيتي، حدثت هجرة كبيرة للروس من المدينة، وفقاً لتقديرات عام 2008 يُشكل الروس حوالي 20% من سكان المدينة. ويُشكل الروس الأرثوذكس حوالي 25% من سكان مدينة فرغانة. وفقاً لتقديرات عام 2014 يُشكل أتباع الديانة المسيحية حوالي 9% من سكان مدينة بخارى.

#### المسيحية في سمرقند

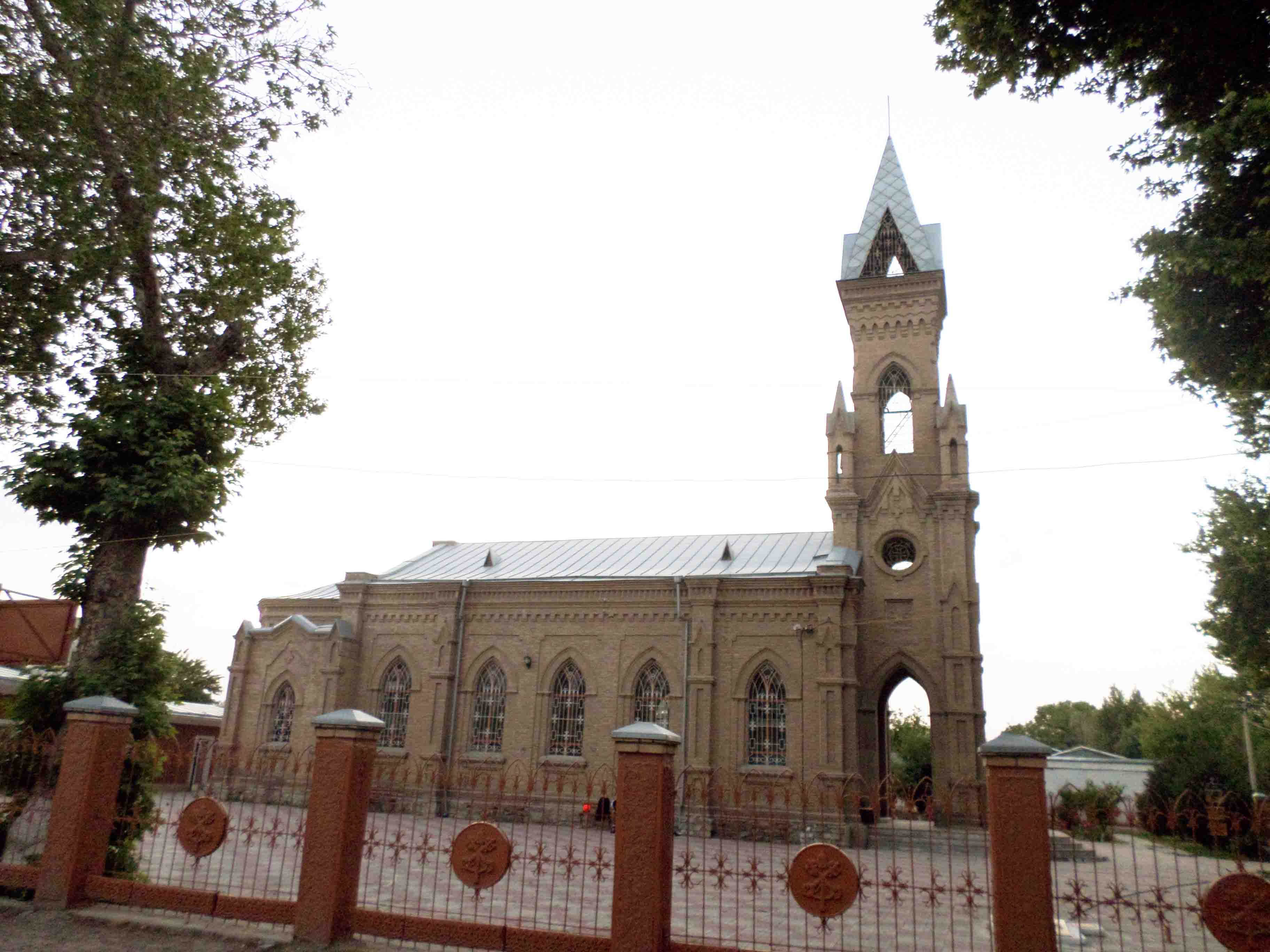
كنيسة القديس يوحنا المعمدان الرومانية الكاثوليكية في مدينة سمرقند.

يعود تاريخ دخول المسيحية إلى سمرقند عندما كانت جزءًا من بلاد الصغد، وذلك قبل فترة طويلة من دخول الإسلام إلى آسيا الوسطى. ثم أصبحت المدينة أحد مراكز النسطورية وكنيسة المشرق في آسيا الوسطى. كان غالبية السكان في ذلك الوقت من أتباع الديانة الزرادشتية، ولكن نظرًا لأن سمرقند كانت مفترق طرق التجارة بين الصين وبلاد فارس وأوروبا، فقد كانت المدينة متسامحة دينياً مع المسيحيين. في ظلَّ الدولة الأموية، تعرض الزرادشتيون والنساطرة المسيحيون للاضطهاد من قبل الغزاة العرب. فرَّ الناجون إلى أماكن أخرى أو أجبروا على اعتناق الإسلام. تم بناء العديد من الكنائس النسطورية في سمرقند لكنها لم تعرضت للهدم لاحقاً. عثر علماء الآثار على رفات لمسيحيين نساطرة في موقع أفراسياب القديم وفي ضواحي سمرقند.
في العقود الثلاثة من عام 1329 إلى عام 1359، خدمت أبرشية سمرقند التابعة للكنيسة الرومانية الكاثوليكية عدة آلاف من الكاثوليك الذين عاشوا في المدينة. وفقًا لماركو بولو ويوهان إليموسينا، اعتنق إلجيغيدي سليل جغتاي خان مؤسس خانية جغتاي، وتم تعميده. وعيّن البابا بندكت الثاني عشر الراهب الفرنسيسكاني ريتشارد بورغندي للمالك عام 1339، لكنه قُتل على يد مسلمين في منطقة إيلي. وصل المندوب البابوي جيوفاني دي مارينيولي إلى وادي إيلي في العام التالي في طريقه إلى أسرة يوان. قام ببناء كنيسة وعمد بعض الناس أثناء إقامته ولكن وجود المسيحية لم يدم طويلاً بعد رحيله. ومساعدة إلجيغيدي تم بناء كنيسة القديس يوحنا المعمدان الكاثوليكية في سمرقند. بعد فترة، حلَّ الإسلام بالكامل محل الكاثوليكية. عادت المسيحية إلى الظهور في سمرقند بعد عدة قرون، من منتصف القرن التاسع عشر فصاعدًا، بعد أن استولت الإمبراطورية الروسية على المدينة. دخل المذهب الروسي الأرثوذكسي إلى سمرقند في عام 1868، وتم بناء العديد من الكنائس والمعابد الأرثوذكسية. في أوائل القرن العشرين، تم بناء العديد من الكاتدرائيات والكنائس والمعابد الأرثوذكسية، والتي هُدم معظمها عندما كانت سمرقند جزءًا من الاتحاد السوفيتي بسبب إتباع سياسة إلحاد الدولة.

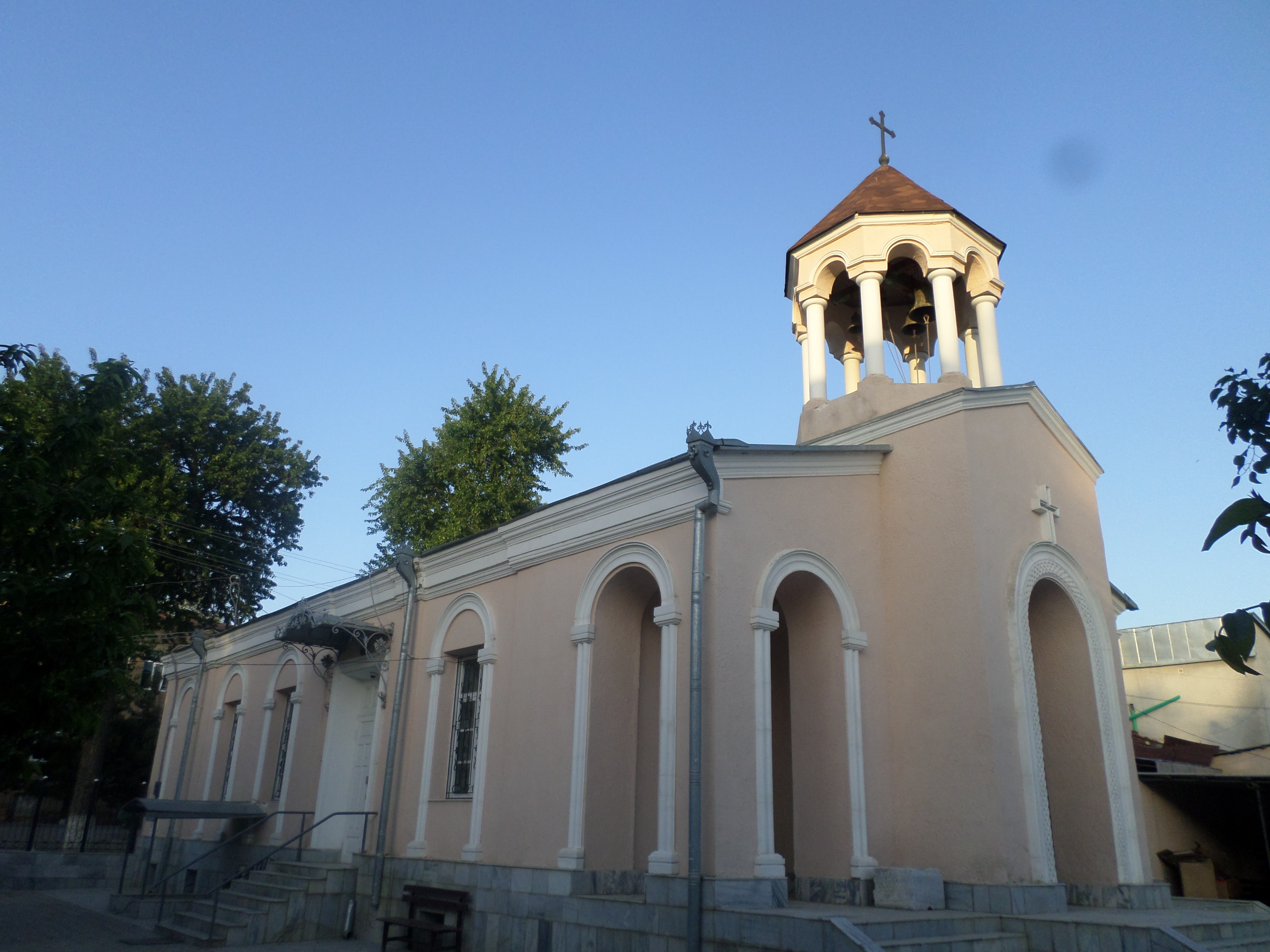
كنيسة القديسة مريم الأرمنيَّة في سمرقند.

اليوم تُشكل الكنيسة الروسية الأرثوذكسية ثاني أكثر الديانات إنتشاراً في سمرقند بعد الإسلام، حوالي أكثر من 5% من سكان سمرقند هم من أتباع الكنيسة الأرثوذكسية الشرقية، ومعظم رعايا الكنيسة هم من الروس والأوكرانيين والبيلاروسيين، إلى جانب بعض الكوريين واليونانيين. يتبع أرثوذكس المدينة روحياً لأبرشية سمرقند التابعة لأبرشية أوزبكستان وطشقند التابعة لمنطقة آسيا الوسطى الروسية الأرثوذكسية التابعة لبطريرك موسكو وسائر بلاد الروس. يوجد في المدينة العديد من الكنائس الأرثوذكسية النشطة: كاتدرائية القديس أليكسي موسكوفسكي، وكنيسة شفاعة العذراء المقدسة، وكنيسة القديس جورج المنتصر. هناك أيضًا عدد من الكنائس والمعابد الأرثوذكسية غير النشطة، على سبيل المثال كنيسة القديس جورج بوبيدونوسيتس.
يوجد في المدينة أيضًا بضع عشرات الآلاف من الكاثوليك في سمرقند، معظمهم من البولنديين والألمان وبعض الأوكرانيين. في وسط سمرقند توجد كنيسة القديس يوحنا المعمدان الكاثوليكية، والتي تم بناؤها في بداية القرن العشرين. تُشكل الكنيسة الرسولية الأرمنية ثالث أكبر طائفة مسيحية في سمرقند، ويتبعها بضع عشرات الآلاف من الأرمن السامرقنديين. بدأ المسيحيون الأرمن الهجرة إلى سمرقند في نهاية القرن التاسع عشر، وتزايد هذا التدفق خاصة في الحقبة السوفيتية. بعد تشكيل الاتحاد السوفيتي، أصبح الأرمن مساهمين رئيسيين في الاقتصاد والزراعة في المدينة، حيث شغل العديد منهم مناصب عليا في الحكومة والعمالة الماهرة. في غرب سمرقند توجد الكنيسة الأرمنية سورب أستفاتسين. يوجد في سمرقند أيضًا عدة آلاف من البروتستانت، بما في ذلك اللوثريون والمعمدانيون والمورمون وشهود يهوه والأدفنتست وأعضاء الكنيسة المشيخية الكورية. ظهرت هذه الحركات المسيحية في سمرقند بشكل رئيسي بعد استقلال أوزبكستان عام 1991.

### الوضع القانوني

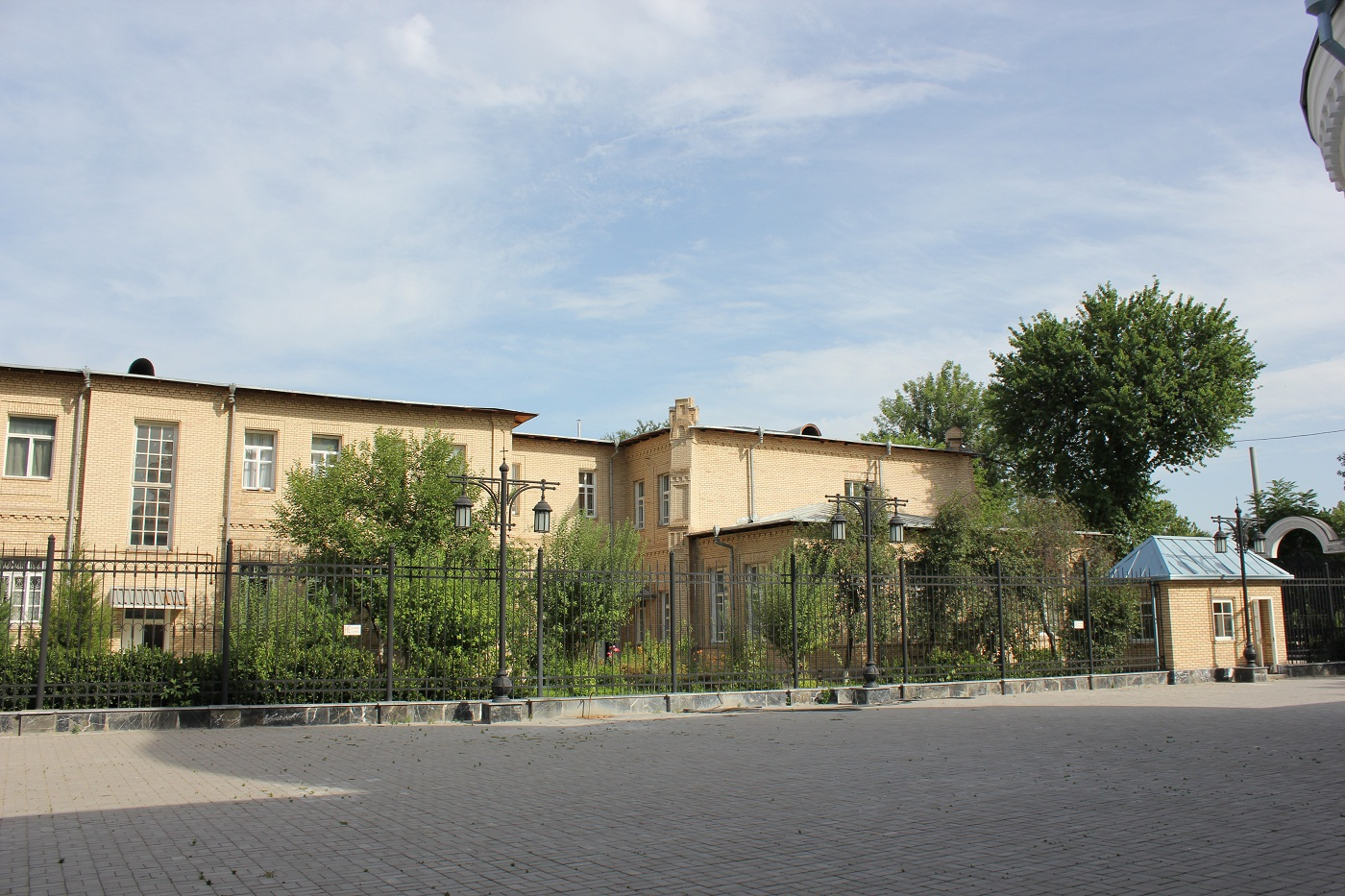
مدرسة طشقند اللاهوتية في طشقند.

ينص الدستور على حرية الاعتقاد ومبدأ الفصل بين الدين والدولة؛ ومع ذلك، استمرت الحكومة في تقييد هذه الحقوق عمليًا. تسمح الحكومة بعمل ما تعتبره الجماعات الدينية السائدة، بما في ذلك الجماعات الإسلامية المعتمدة والجماعات اليهودية والكنيسة الروسية الأرثوذكسية والعديد من الطوائف المسيحية الأخرى، مثل: الكنيسة الرومانية الكاثوليكية واللوثرية والكنيسة المعمدانية. يتسامح المجتمع الأوزبكي عمومًا مع الكنائس المسيحية طالما أنها لا تحاول الفوز بالمتحولين من بين الأوزبك العرقيين؛ يُحظر القانون أو يقيد بشدة أنشطة مثل: التبشير واستيراد ونشر الأدب الديني المسيحي وتقديم التعليم الديني الخاص.
ينص قانون حرية الاعتقاد والمنظمات الدينية (قانون الأديان لعام 1998) على حرية العبادة والتحرر من الاضطهاد الديني وفصل الدين عن الدولة والحق في إنشاء المدارس وتدريب رجال الدين المسيحي؛ ومع ذلك، يمنح القانون هذه الحقوق للجماعات المسجلة فقط. كما أنه يقيد الحقوق الدينية التي يُعتقد أنها تتعارض مع الأمن القومي ويحظر التبشير ويُحظر تعليم المواد الدينية في المدارس العامة ويحظر التعليم الخاص للمبادئ الدينية ويتطلب من الجماعات الدينية الحصول على ترخيص لنشر أو توزيع المواد الدينيى. يجب على لجنة الشؤون الدينية، وهي هيئة مسؤولة أمام مجلس الوزراء، الموافقة على جميع الأدب الديني.
استمر عدد من مجموعات الأقليات الدينية، بما في ذلك تجمعات بعض الطوائف المسيحية، العمل دون تسجيل لأنها لم تفِ بشروط التسجيل الصارمة المنصوص عليها في القانون. كما هو الحال في الفترات السابقة، أفادت مجموعات بروتستانتية ذات أعضاء أوزبكيين عرقيين بأنها تعمل في مناخ من المضايقة والخوف. باستخدام قوانين جنائية جديدة سُنت في عام 2006، وجهت الحكومة تهم جنائية ضد اثنين من القساوسة. حُكم على أحدهم بأربع سنوات في معسكر العمل؛ تلقى الآخر عقوبة مع وقف التنفيذ ووضعه تحت المراقبة. قام موظفو تطبيق القانون بمداهمة ومضايقة بعض الجماعات غير المسجلة، واحتجازهم وتغريم قادتهم وأعضائهم.
تتمتع الجماعات الدينية بعلاقات متسامحة عمومًا؛ ومع ذلك، استمر الجيران والأسرة وأصحاب العمل في كثير من الأحيان في الضغط على المسيحيين من أصل أوزبكي، وخاصة المتحولين حديثًا وسكان المجتمعات الصغرى. كانت هناك عدة تقارير عن خُطب ضد المبشرين والأشخاص الذين تحولوا عن الإسلام. تعرض شماس تابع للحركة الخمسينية للضرب المبرح بعد ظهور كنيسته بشكل بارز في فيلم وثائقي بثه التلفزيون الحكومي ضد الإنجيليين المسيحيين.

### المواقف تجاه المسيحية

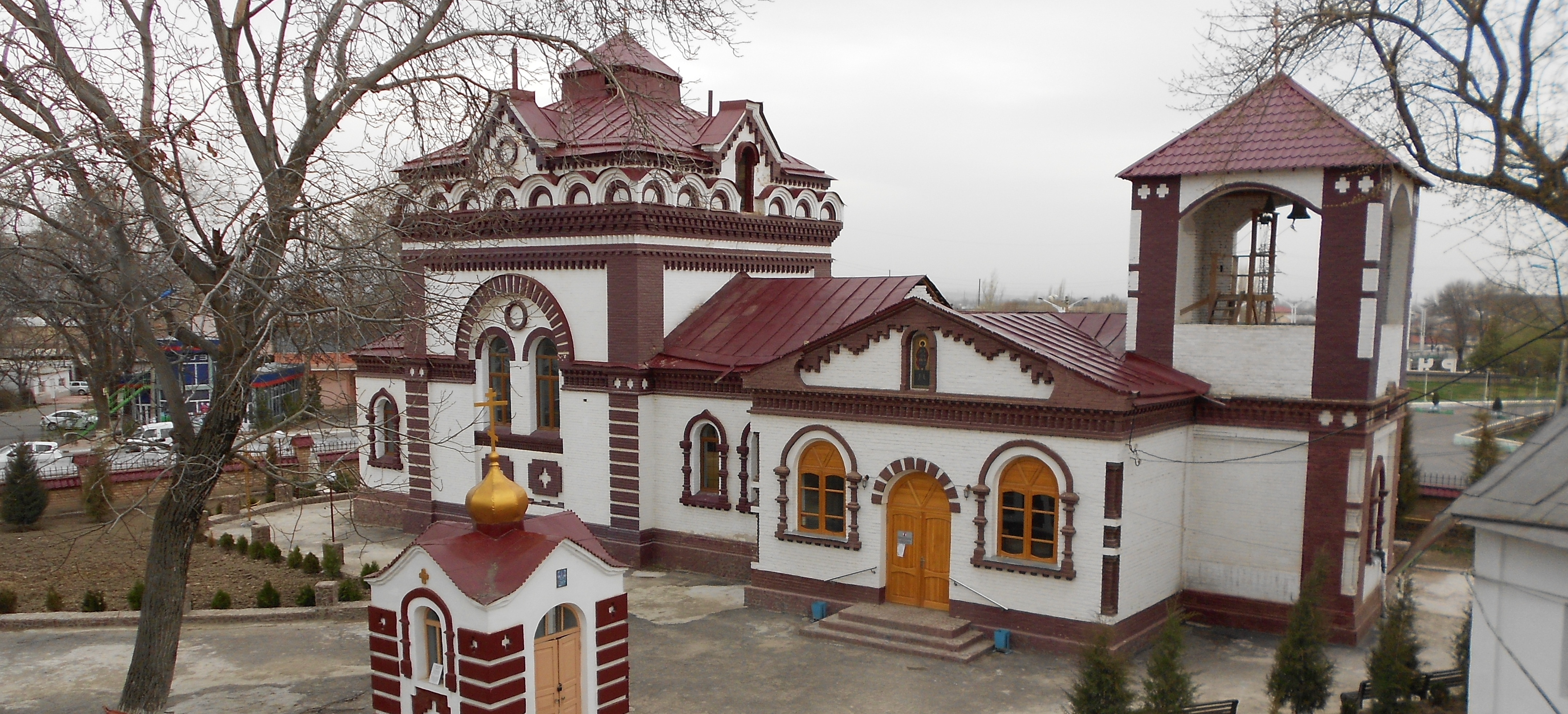
دير القديس ترويكي جورجيكي الروسي الأرثوذكسي في تشيرتشيق.

وفقاً للتقرير الدولي بشأن الحرية الدينية فإنَّ المجتمع الأوزبكي متسامح بشكل عام مع التنوع الديني لكن ليس مع التبشير بالإنجيل. حافظ السكان على تقاليدهم الطويلة في العلمانية والتسامح الديني. على وجه الخصوص، ورد عن القادة المسلمين والأرثوذكس والرومان الكاثوليك واليهود مستويات عالية من القبول في المجتمع. واجهت الكنائس المسيحية الإنجيلية أو الخمسينية التي غالباً ما تضم على أعضاء من ذوي الأصول الأوزبكية صعوبات ناجمة عن التمييز. تُفيد تقارير مستمرة بأن الأوزبك العرقيين الذين اعتنقوا المسيحية تعرضوا للتمييز والمضايقة.
شجعت وسائل الإعلام التي تسيطر عليها الدولة التحيز المجتمعي في بعض الحالات ضد المسيحيين الإنجيليين. بعد عرض التلفزيون الرسمي لفيلم وثائقي من جزئيين موجهين ضد المسيحيين الإنجيليين في نوفمبر عام 2006، أبلغ أعضاء إحدى كنائس طشقند الخمسينية عن مضايقات شديدة وتهديدات متصاعدة من مجتمعهم المحلي، بلغت أوجها بهجوم من سفاحين مأجورين على كنيسة وشماسها في 18 ديسمبر عام 2006. تضمنت بعض المقالات في الصحافة التي تسيطر عليها الدولة اقتباسات من رجال الدين المسيحي الأرثوذكسي الروس ينتقدون فيها النشاط الإنجيلي.
بحسب مسح لمركز بيو للأبحاث نُشر عام 2013 يقول 10% من المسلمين الأوزباكستانيين إنهم يعرفون بعضًا أو كثيرًا عن المعتقدات المسيحية، ويقول حوالي 52% من المسلمين الأوزباكستانيين أنَّ المسيحية تختلف كثيراً عن الإسلام، بالمقارنة مع 19% منهم يقولون أنَّ للمسيحية الكثير من القواسم المشتركة مع الإسلام. ويقول حوالي 11% من المسلمين الأوزباكستانيين أنهم سيكونون مرتاحين بحالة زواج ابنتهم من مسيحي، بالمقارنة مع 19% بحالة زواج ابنهم من مسيحيَّة. وقال 19% المسلمين الأوزباكستانيين أنهم يشاركون في اجتماعات دينيَّة منظمة مع المسيحيين.

## معرض الصور

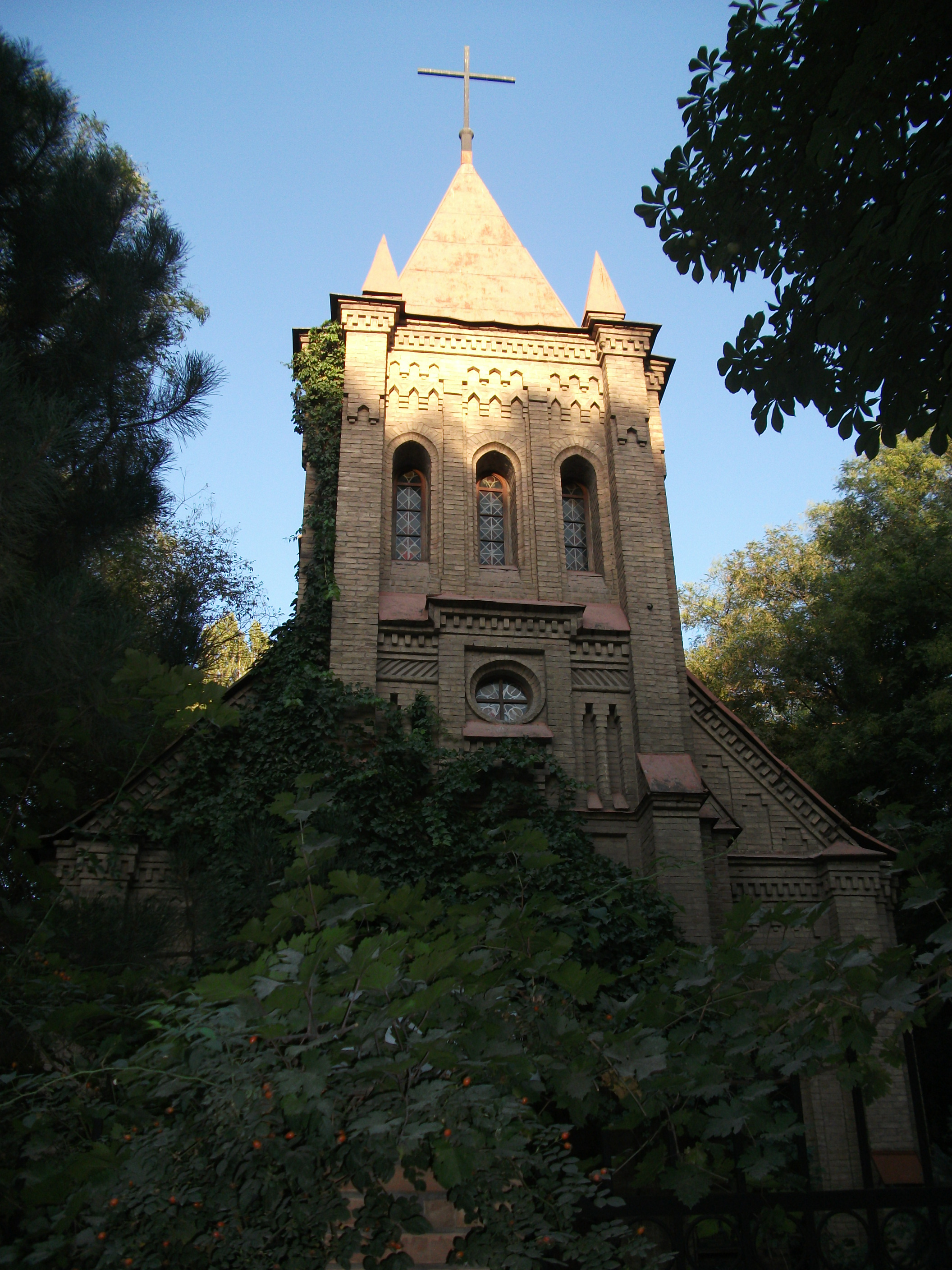
الكنيسة اللوثرية الإنجيلية في طقشند
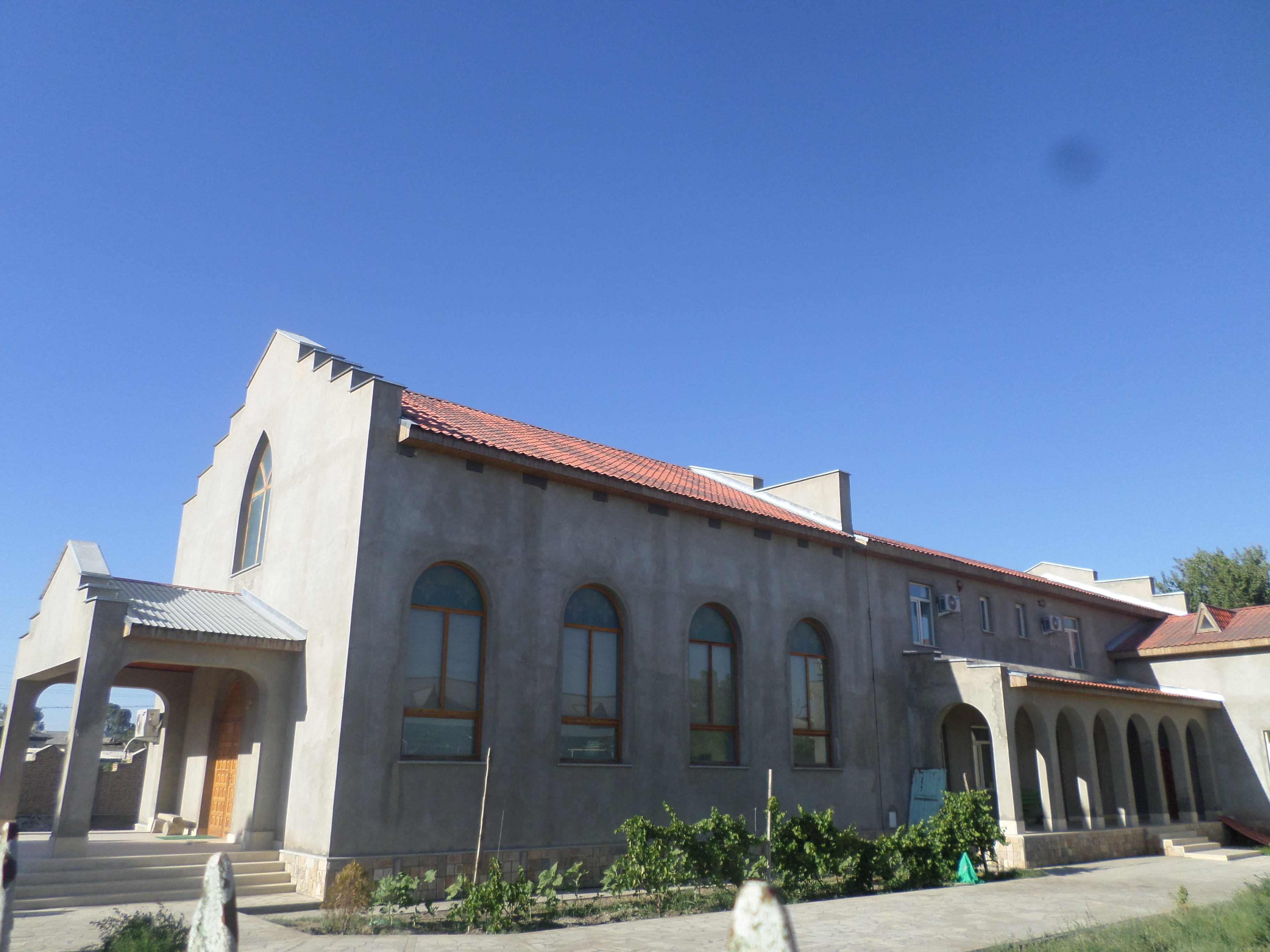
كنيسة القديس أندراوس الرسول الرومانية الكاثوليكية في مدينة بخارى
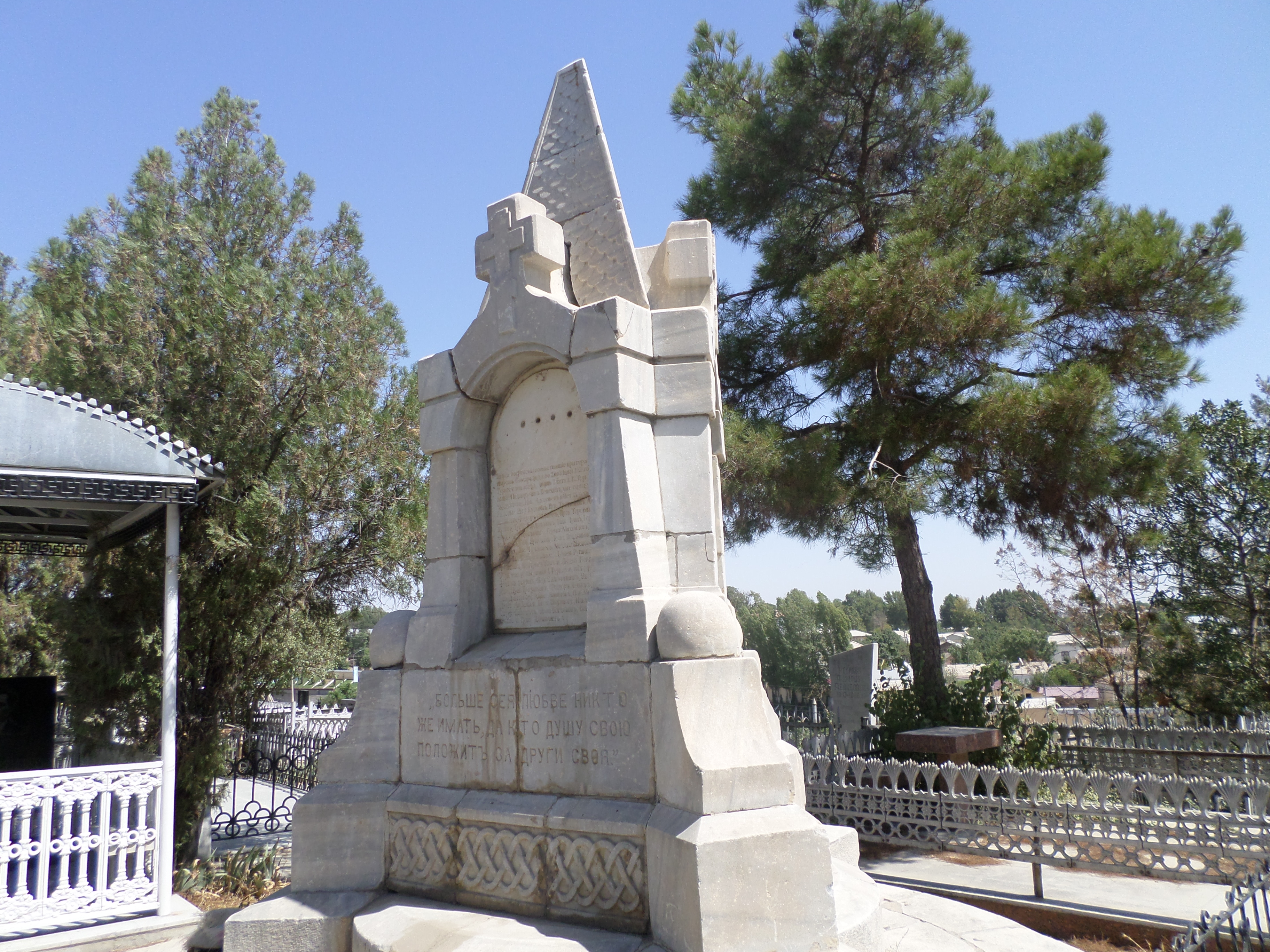
المقبرة الأرثوذكسية المركزية في سمرقند
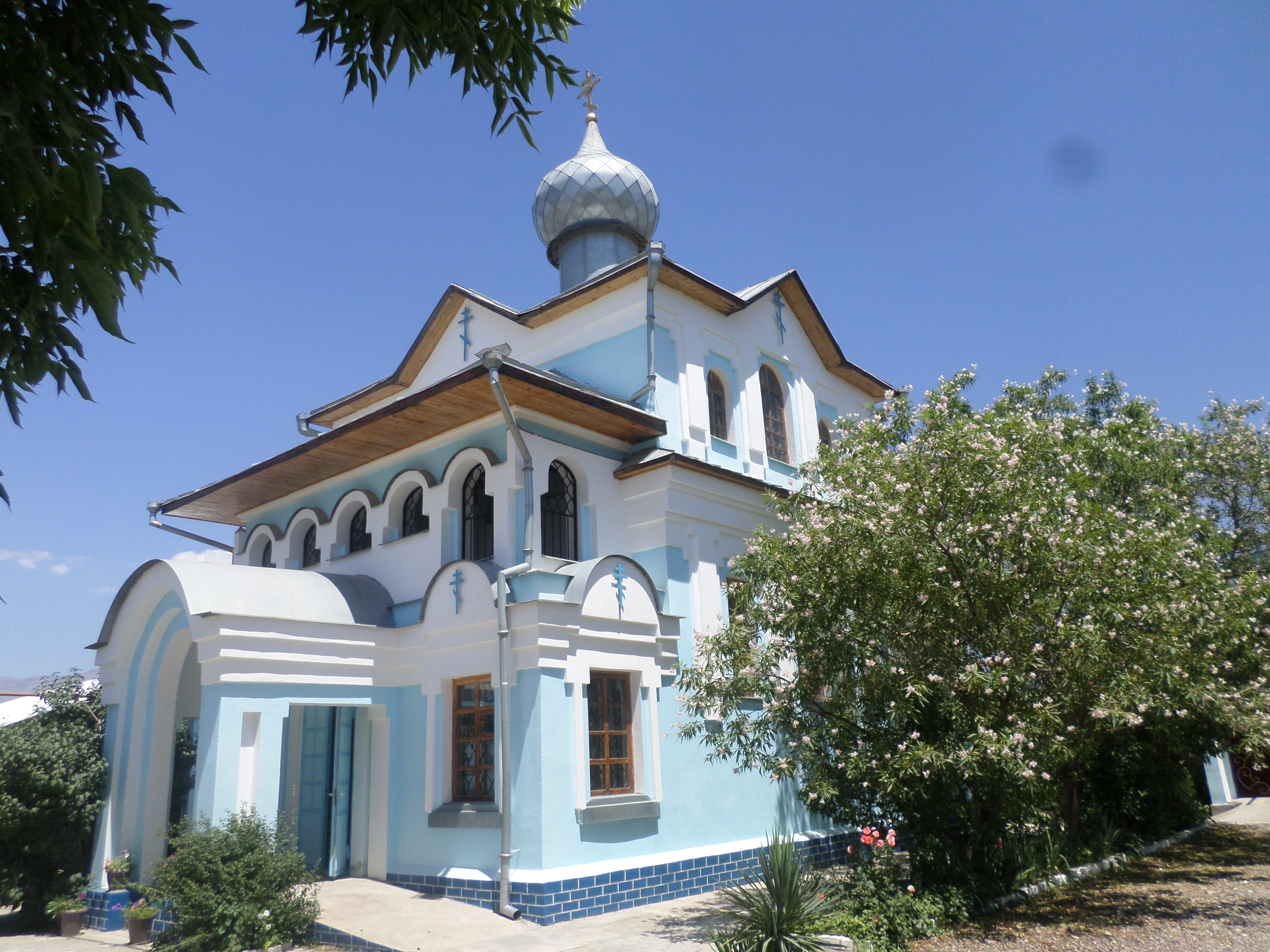
كنيسة روسية أرثوذكسية في غازالكينت
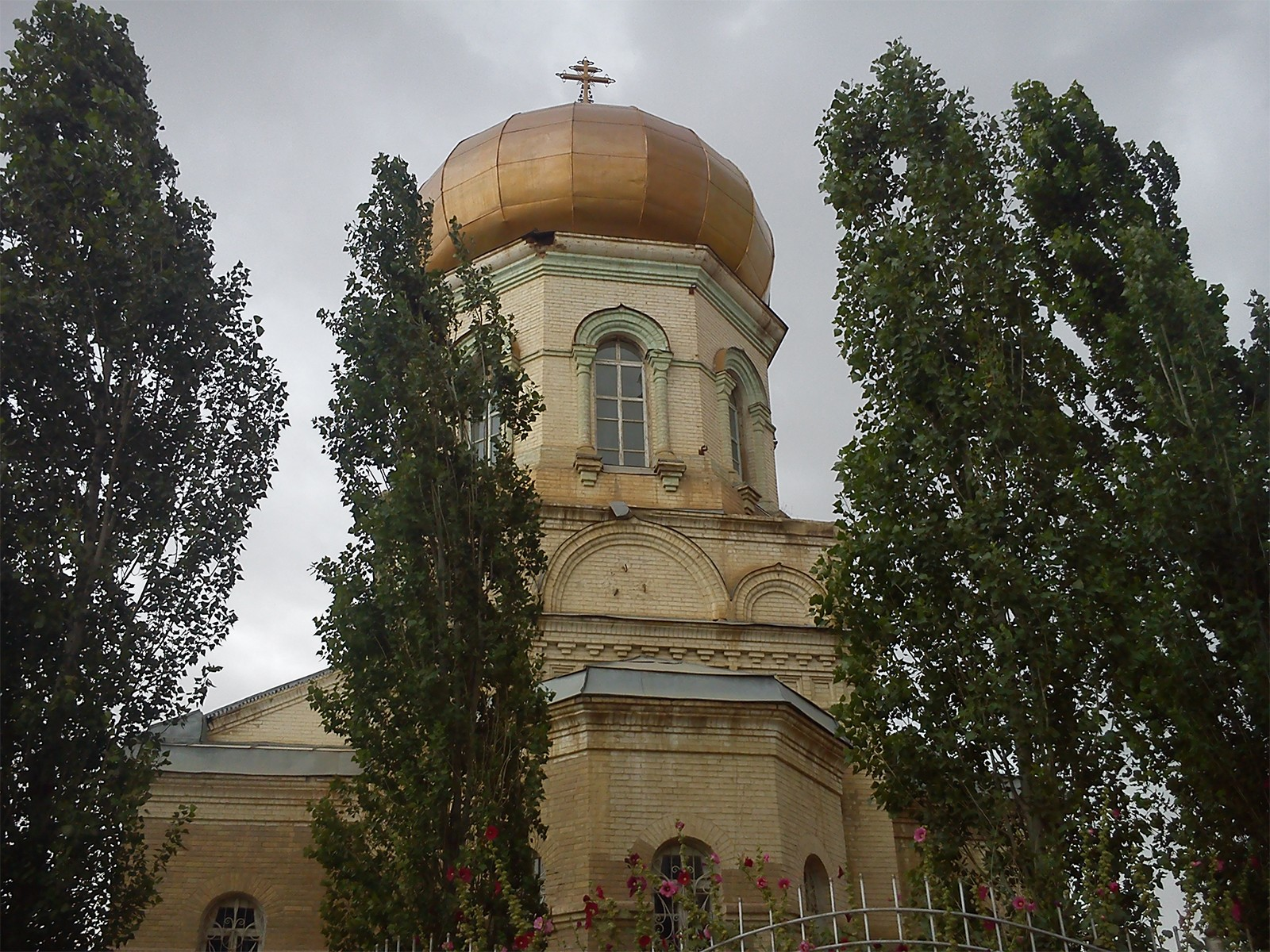
كنيسة ألكسندر نيفيسكي الروسي الأرثوذكسي في ترمذ